# Fabio Witte
Fabio Witte  (* 8. August 1993) ist ein deutscher Unihockeyspieler und ehemaliger U19-Nationalspieler.

## Karriere
Seine Floorball-Karriere startete Witte beim TSV Tetenbüll, wo er seine gesamte Jugend spielte. Von dort wechselte er in die Herrenmannschaft der Berlin Rockets, wo er als Kapitän am Spielbetrieb der 1. Floorball-Bundesliga teilnahm. Bei den Berlin Rockets beendete Witte seine Karriere im Juni 2025.